# Александър Лурия
Александър Романович Лурия (на руски: Алекса́ндр Рома́нович Лу́рия) е руски психолог, известен със създаването на един качествено нов научен клон на психологията – невропсихология.

## Биография
Роден е на 16 юли 1902 година в Казан, Русия. Завършва педагогика във Факултета по обществени науки на Казанския университет, а след това завършва и медицина в МГУ „Михаил Ломоносов“ в Москва. Член е на Академията на науките на СССР, член-кореспондент на Американската асоциация на психолозите, на Американската академия по педагогика.
Лурия се превръща в незаменима част от руската класическа тройка на психолозите – Лев Виготски, Алексей Леонтиев и не на последно място Лурия. Съветският психолог спомага за създаването на културно-историческата теория в психологията, чийто автор е Виготски. Интересът на Лурия към висшите психични функции е голям още на семинарните занятия по мозъчна физиология и невроанатомия по време на следването му в Медицинския факултет на МГУ. На базата на задълбочените си научни интереси и своите наблюдения, Лурия създава една нова теория за динамичната локализация на висшите психични функции. Тази теория е изключително смела, защото тя отрича съществуването на тесния локализационизъм, според който всички висши корови функции са дислоцирани само и единствено в точно определени зони на мозъчната кора. По този начин Лурия документира теорията за антилокализационизма, която разглежда мозъка като единна структура, която може да функционира в унисон с коровите анализатори, които управляват различните висши психични функции. На базата на тази своя теория, Лурия преосмисля изцяло научните тези на Пол Брока и Карл Вернике, като по този начин създава и собствена класификация на афазиите. Затова и понякога невропсихологията бива наричана афазиология. Афазиите представляват увреждания на речево-слуховия и речево-двигателния апарат, намиращи се в слепоочния дял на мозъка. Така в модерната невропсихология са познати класификациите на Лурия и на Хомская, класификация на Хед и класификация на Вернике-Литхайм.
Лурия има добра полева обсерватория от експериментални данни по време на Втората световна война, когато работи с много войници, преживели травматични разстройства, които рефлектират върху нормалните функции на езиково-говорния апарат.
През 1974 г. Университетът „Мария Склодовска-Кюри“ в Люблин му присъжда титлата doctor honoris causa. Почетен доктор е още на Брюкселския свободен университет, на Лестърския университет, на Университета на Тампере.
През 1966 г. Лурия е избран за член на Американската академия на изкуствата и науките, а през 1968 г. – на Националната академия на науките на САЩ.
Умира на 14 август 1977 година в Москва на 75-годишна възраст.